# Плавання на Чемпіонаті Європи з водних видів спорту 2022 — 1500 метрів вільним стилем (жінки)
Змагання з плавання на дистанції 1500 метрів вільним стилем серед жінок на Чемпіонаті Європи з водних видів спорту 2022 відбулися 14 (попередні запливи) та 15 серпня (фінал).

## Рекорди
На момент проведення змагань рекорди були такими:
|                           | Спортсмен      | Країна   | Час      | Місто        | Дата           |
| ------------------------- | -------------- | -------- | -------- | ------------ | -------------- |
| Світовий рекорд           | Кейті Ледекі   | США      | 15:20.48 | Індіанаполіс | 16 травня 2018 |
| Рекорд Європи             | Лотте Фрійс    | Данія    | 15:38.88 | Барселона    | 30 липня 2013  |
| Рекорд чемпіонатів Європи | Богларка Капаш | Угорщина | 15:50.22 | Лондон       | 21 травня 2016 |

## Результати

### Попередні запливи[3]
| Місце | Заплив | Доріжка | Спортсменка               | Країна     | Час      | Примітки |
| ----- | ------ | ------- | ------------------------- | ---------- | -------- | -------- |
| 1     | 3      | 4       | Сімона Квадарелла         | Італія     | 16:05.61 | Q        |
| 2     | 3      | 5       | Вікторія Міхайварі-Фаркаш | Угорщина   | 16:09.87 | Q        |
| 3     | 3      | 3       | Таміла Голуб              | Португалія | 16:24.03 | Q        |
| 4     | 2      | 5       | Мартіна Караміньйолі      | Італія     | 16:24.84 | Q        |
| 5     | 2      | 6       | Ангела Мартінез           | Іспанія    | 16:25.19 | Q        |
| 6     | 2      | 7       | Алісі Пізан               | Бельгія    | 16:26.20 | Q, NR    |
| 7     | 3      | 2       | Діана Дурайнш             | Португалія | 16:29.03 | Q        |
| 8     | 3      | 6       | Паула Отеро               | Іспанія    | 16:30.78 | Q        |
| 9     | 3      | 1       | Пауліна Пєхота            | Польща     | 16:31.59 |          |
| 10    | 2      | 2       | Беттіна Фабіан            | Угорщина   | 16:39.39 |          |
| 11    | 2      | 8       | Імані де Йонґ             | Нідерланди | 16:40.11 |          |
| 12    | 2      | 4       | Айна Кешей                | Угорщина   | 16:44.16 |          |
| 13    | 3      | 8       | Люсі Анке                 | Франція    | 16:48.42 |          |
| 14    | 2      | 3       | Селін Рідер               | Німеччина  | 16:48.97 |          |
| 15    | 3      | 7       | Фаб'єнн Венске            | Німеччина  | 16:50.26 |          |
| 16    | 3      | 0       | Лара Зейферт              | Німеччина  | 16:53.51 |          |
| 17    | 2      | 0       | Клара Тарасєвич           | Польща     | 16:53.87 |          |
| 18    | 2      | 1       | Дуру Танріверді           | Румунія    | 16:55.85 |          |
| 19    | 1      | 3       | Ноемі Фріманн             | Швейцарія  | 17:03.51 |          |
| 20    | 1      | 5       | Тільда Голл               | Швеція     | 17:06.81 |          |
| 21    | 3      | 9       | Аріанна Валлоні           | Сан-Марино | 17:07.87 |          |
| 22    | 1      | 4       | Грейс Годжінс             | Ірландія   | 17:25.04 |          |

### Фінал[4]
| Місце | Доріжка | Спортсменка               | Країна     | Час      | Примітки |
| ----- | ------- | ------------------------- | ---------- | -------- | -------- |
| 1     | 4       | Сімона Квадарелла         | Італія     | 15:54.15 |          |
| 2     | 5       | Вікторія Міхайварі-Фаркаш | Угорщина   | 16:02.15 |          |
| 3     | 6       | Мартіна Караміньйолі      | Італія     | 16:12.39 |          |
| 4     | 8       | Паула Отеро               | Іспанія    | 16:18.27 |          |
| 5     | 3       | Таміла Голуб              | Португалія | 16:18.64 |          |
| 6     | 2       | Ангела Мартінез           | Іспанія    | 16:22.37 |          |
| 7     | 1       | Діана Дурайнш             | Португалія | 16:26.53 |          |
| 8     | 7       | Алісі Пізан               | Бельгія    | 16:37.34 |          |